# Aeroporto Internacional de Boa Vista
Luchthaven Boa Vista-Atlas Brasil Cantanhede International is de luchthaven van Boa Vista, Brazilië. Sinds 13 april 2009 is de luchthaven vernoemd naar Atlas Brasil Cantanhede (1917-1973), een piloot en politicus die in de jaren 50 een luchtvaartpionier was in de staat Roraima. Het is de meest noordelijk gelegen luchthaven die door lijndiensten bediend wordt.
De luchthaven is in beheer van Infraero en deelt sommige faciliteiten met de Luchtmachtbasis Boa Vista van de Braziliaanse luchtmacht.

## Historie
Het vliegveld werd geopend op 19 februari 1973 en onderging zijn eerste renovatie in 1998. De startbaan, terminal en het platform werden toen vergroot. Op 14 september 2009 kwam een tweede grote renovatie gereed, waarmee de capaciteit van het vliegveld werd uitgebreid naar 330.000 passagiers per jaar, de terminal naar 7.000m² werd vergroot en parkeerruimte en twee vliegtuigslurven werden toegevoegd.

## Bereikbaarheid
Het vliegveld bevindt zich op 4 kilometer van het centrum van Boa Vista.